# Ameller
Ameller Editor va ser una editorial amb seu a Barcelona. Especialitzada en novel·la popular i en còmics humorístics i d'aventures.
Ameller, va iniciar la seva activitat el gener del 1942 a l'inici de la postguerra. Alguns dels dibuixants que col·laboraren amb l'editorial foren; Antonio Ayné a la sèrie Don Triqui (1943), El Caballero enmascarado (1945), Boliche (1946) i Pantunflas detective (1946)', entre d'altres. Ángel Nadal, col·labora a la Colección Princesita al número 48 titulat La princesa de cera. Enriqueta Bombón, va dibuixar a les sèries Las Peripecias de Luisín y Chiquita, Cuentos Pilarin i Historietas Graficas, entre d'altres i també va dibuixar figures de nines retallables.
L'editorial va estar activa un total de setze anys, entre el gener del 1942 i el maig del 1957.